# أبو الوليد إسماعيل بن الأحمر
أبو الوليد إسماعيل بن فرج بن محمد الأول بن الأحمر أو إسماعيل الأول (1279-1325)  خامس سلطان على غرناطة من بني الأحمر وقد حكم من 1314 إلى 1325. وهو حفيد محمد الثاني الفقيه. أمه الأميرة فاطمة بنت محمد الثاني الفقيه وابنة أخي كل من السلطانين محمد الثالث ونصر. أبوه كان أبو سعيد فرج، ابن عم ونسيب نفس السلطانين وكذلك ابن عم زوجته فاطمة.
1. ↑  دويدري, هناء وحيد. "إسماعيل بن الأحمر". الموسوعة العربية (بالإنجليزية). Retrieved 2024-02-10.
2. ↑  "أبو الوليد بن الأحمر – بوابة الرابطة المحمدية للعلماء". اطلع عليه بتاريخ 2024-02-10.
3. ↑  "قصة الإسلام | أبو الوليد إسماعيل .. السلطان الغالب بالله". islamstory.com. اطلع عليه بتاريخ 2024-02-10.